# Adolph Ernst von Linsingen
Adolph Ernst von Linsingen, seit 1783 Freiherr von Linsingen (* 10. Februar 1723; † 26. Mai 1784 in Agnesdorf) war ein königlich-preußischer Obristwachtmeister von der Infanterie und später kurfürstlich-mainzischer wirklicher Kammerherr, Senior der Adelsfamilie von Linsingen sowie Rittergutsbesitzer.

## Leben
Er stammte aus der eichsfeldischen Linie des Adelsgeschlechts von Linsingen und war der zweitälteste Sohn des 1763 verstorbenen Rittergutsbesitzers und anhalt-zerbstischen wirklichen Geheimen Rats Dietrich Ernst Heinrich von Linsingen.
Adolph Ernst von Linsingen heiratete die reiche Witwe Henrietta Elonora Sophia von Worbis geb. Walther (geb. 1706), die das Erblehngut Agnesdorf mit in die Ehe brachte und auch nach dem Tod von Adolph Ernst dessen Eigentümerin blieb.
1774 verfasste er die Geschlechts-Folge der uralten Ritter- und Stiftsmäßigen Familie von Linsingen, die in der kurmainzischen Stadt Erfurt in Druck erschien und noch heute die wichtigste Grundlage der Familienforschung dieses Adelsgeschlechts bildet.
Gemeinsam mit seinen drei jüngeren Brüdern traf er am 29. Juni 1781 im sachsen-gothaischen Mönchhof einen Erbvergleich über die im Familienbesitz derer von Linsingen befindlichen Güter in der Goldenen Aue sowie im Eichsfeld.
Am 4. Dezember 1783 wurde er vom Kaiser in Wien gemeinsam mit seinem jüngeren Bruder August Christian Wilhelm von Linsingen auf Tilleda, sachsen-gothaischer Oberstleutnant in holländischen Diensten, in den Freiherrenstand des Heiligen Römischen Reiches Deutscher Nation erhoben.
Zwei Tage nach seinem Tod wurde er am 28. Mai 1784 feierlich in der Kirche zu Questenberg bestattet. Er hinterließ keine Nachkommen. Seine Witwe starb am 22. Dezember 1785.